# Tramwaje w Tocopilla
Tramwaje w Tocopilla − zlikwidowany system komunikacji tramwajowej w Tocopilla w Chile, działający w latach 1904−1909.

## Historia
Linię tramwaju konnego w Tocopilla otwarto w 1904. Rozstaw szyn wynosił 1380 mm. W 1906 przewieziono 25 000 pasażerów, a w 1907 już 60 000. Linią zarządzała spółka Ferrocarril Urbano de Tocopilla. W 1909 zamknięto system. 